# Oleg Moliboga
Oleg Alekseyevich Moliboga (em ucraniano:  Олег Олексійович Молибога; Dnipropetrovsk, 27 de fevereiro de 1953 – 9 de junho de 2022) foi um jogador de voleibol da Ucrânia que competiu pela União Soviética nos Jogos Olímpicos de 1976 e 1980.
Em 1976, ele fez parte do time soviético que conquistou a medalha de prata no torneio olímpico, no qual atuou em cinco partidas. Quatro anos depois, ele ganhou a medalha de ouro com a equipe soviética na competição olímpica de 1980, participando de todos os seis jogos.